# Anuromyzus cotoneasteris
Anuromyzus cotoneasteris (лат.) — вид тлей, единственный в составе рода Anuromyzus из подсемейства Aphidinae. Эндемики Европы.

## Описание
Мелкие насекомые, длина 2,2 — 2,5 мм. Бескрылые формы аптерии очень блестящие от темно-коричневого до чёрного. Вторичные ринарии крылатых (весной) распределены III 63-80, IV 18-23, V 3-6. Однодомный голоциклический, с яйцекладами и крыловидными самцами в октябре (исходное описание). Диплоидный набор хромосом 2n=12.
Ассоциированы с растениями рода Кизильник (Cotoneaster), на нижней стороне скрученных листьев. Известен из Грузии, юга Украины и юга Франции. Вид был впервые описан в 1959 году по типовым материалам из Европы и выделен в отдельный монотипический род Anuromyzus, родственный Dysaphis, но с обширной дорсальной склеротизацией и различиями в трубочках и хвосте.
- Anuromyzus Shaposhnikov, 1959
  - Anuromyzus cotoneasteris (Shaposhnikov, 1959)